# Сейду Нджимолу Нджойя
Сейду Нджимолу Нджойя (фр. Seidou Njimoluh Njoya, 1904, Німецький Камерун – 28 липня 1992, Париж) – султан і король Бамумів Камеруну з 1933 по 1992 рік.

## Біографія
Син султана Ібрагіма Нджойя. Успадковував трон від батька в 1933 році. Батько нинішнього султана Ібрагіма Мбомбо Нджойя.
Освіту здобув німецькою мовою (на додаток до своєї рідної мови бамум), навчився читати і писати мовою а-ка-у-ку, який був розроблений його батьком. Пізніше також вивчив французьку та англійську мови. 
У 1931 році французька влада вигнала Ібрагіма Нджойю в Яунде, з метою позбавлення влади представників народу бамум. Наближені і дворяни Бамума були розсіяні по країні під час французької окупації, але в кінцевому підсумку вибрали Нджимолу з 117 дітей Ібрагіма Нджойї й досягли угоди з Францією. Сейду Нджимолу Нджойя став 18-м королем Бамума в червні 1933 року, після смерті свого батька.
Пізніше Нджойя обирався членом Законодавчих зборів і Національних зборів Камеруну - як в колоніальний, так і в постколоніальний періоди. 
Був мером Фумбана з 1955 по 1992 рік, переобирався в 1957, 1959, 1962, 1967, 1977, 1982 і 1987 роках.
Нджимолу був покровителем мистецтв, виступав за збереження культури народу Бамум. Після того, здобуття незалежності французи покинули цей район в 1960 році, Сейду відновив священні символи народу Бамум у Королівському палаці і заснував музей. Він був побожним мусульманином. У 1947 році здійснив своє перше паломництво до Мекки. 
Помер 27 липня 1992 року в Парижі і був похований разом з іншими правителями в Королівському палаці Фумбан. 
Після його смерті в 1992 р. султаном став його син Ібрагім Мбомбо Нджойя.